# Ariamnes alepeleke
Ariamnes alepeleke es una especie de arácnido del orden de la arañas (Araneae) y de la familia Theridiidae. Originaria de Maui en Hawái.

## Etimología
Su nombre viene del nombre hawaiano Alepeleke (Alfredo) y hace referencia a Alepeleke Rivera, padre de una de las autoras de la descripción.

## Hábitat
A. alepeleke se encuentra en bosques húmedos en la isla de Maui.